# Paço de Vitorino
O Paço de Vitorino, ou Quinta do Paço de Vitorino, localiza-se na freguesia de Vitorino das Donas, município de Ponte de Lima, distrito de Viana do Castelo, em Portugal.
A Quinta e Solar que hoje podemos observar devem-se, sobretudo, às obras a que a antiga Quinta do Barco, mais tarde Casa Queimada, sofreu no século XVIII. Deve o seu nome Paço ao facto de no final do século XVI ter servido de residência a D. António Prior do Crato.
O Paço de Vitorino foi classificado como Imóvel de Interesse Público em 1977.

## História
A Quinta do Barco inicia uma viagem que lhe vai dar a forma actual ainda no século XVII. D. Francisca de Abreu Lima herda a dita quinta (feito morgadio) de Vitorino das Donas de seu pai, Manuel de Abreu Lima, e casa-se com um flamengo no ano de 1638. A família vivia na cidade de Viana do Castelo que conhecia um período de grande riqueza com todas as trocas comerciais que operava com o Norte da Europa. Assim, neste altura deram-se vários casamentos das famílias mais ricas do Minho com outras da zona da Flandres. Esta relação existia, de resto, desde o tempo de D. Dinis, rei de Portugal. São estes Abreus ditos Abreus da Grade.
É o filho de D. Francisca de Abreu Lima e de Guilherme Kampener Logier, João de Abreu Lima Logier, que inicia as obras de Paço Vitorino só tendo sido concluídas por Gonçalo de Abreu Coutinho, bisneto de João de Abreu Lima Logier e bisavô do 1.º Conde de Paço Vitorino, Francisco de Abreu de Lima Pereira Coutinho.
Foram, então, senhores desta casa:

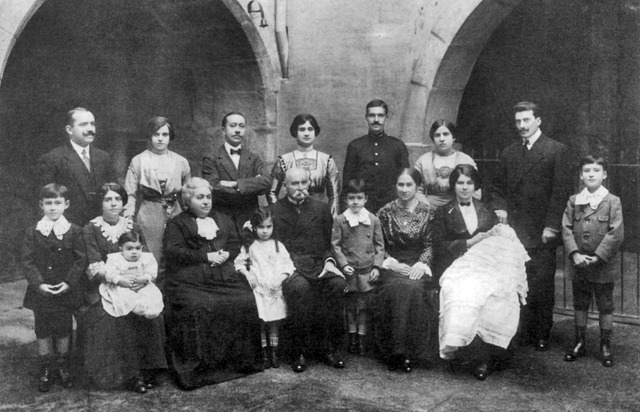
Nesta fotografia vê-se D. Maria de Jesus de Abreu Lima Calheiro de Noronha Pereira Coutinho (à esq. sentada), filha do 1.º Conde de Paço de Vitorino, com a família do seu marido, Luís António Malheiro de Távora de Abreu e Lima, 2.º Conde da Carreira (à esq. em pé).

- Manuel de Abreu Lima, Senhor da Casa da Fonte da Bouça;
- Francisca de Abreu Lima (1618- ?), 1.ª Morgada de Paço de Vitorino, Senhora da Casa da Fonte da Bouça;
- João de Abreu Lima Logier, 2.º Morgado de Paço de Vitorino, Senhor da Casa da Fonte da Bouça;
- Manuel Coutinho de Abreu e Lima, 3.º Morgado de Paço de Vitorino, 4.º Senhor da Casa da Fonte da Bouça;
- Francisco de Abreu Pereira Coutinho, 4.º Morgado de Paço de Vitorino, 5.º Senhor da Casa da Fonte da Bouça;
- Gonçalo de Abreu Pereira Coutinho, 5.º Morgado de Paço de Vitorino, 6.º Senhor da Casa da Fonte da Bouça;
- António de Abreu Coutinho (1777-1821), 6.º Morgado de Paço de Vitorino, 7.º Senhor da Casa da Fonte da Bouça, casado com sua parenta D. Isabel Tomásia de Jesus Pimenta Correia Feijó, neta de D. Maria Madalena de Abreu e Lima, da família dos Abreu e Lima da Casa de Regalados;
- Francisco António de Abreu Pereira Coutinho (1802-1864), 7.º Morgado de Paço de Vitorino, 8.º Senhor da Casa da Fonte da Bouça;
- Francisco de Abreu de Lima Pereira Coutinho (1850-1921), 1.º Conde de Paço de Vitorino, 8.º Morgado de Paço de Vitorino;
- Francisco de Abreu Calheiros de Noronha Pereira Coutinho (1887-1969), 2.º Conde de Paço de Vitorino, 9.º Morgado de Paço de Vitorino;
- Pedro de Abreu de Lima Calheiros de Noronha Lobo Machado Pereira Coutinho (1924-2009), 3.º Conde de Paço de Vitorino, 10.º Morgado de Paço de Vitorino[2];
- José Bernardino de Magalhães Pereira Coutinho (1949), 4.º Conde de Paço de Vitorino, 11.º Morgado de Paço de Vitorino.

## Características
Solar de planta rectangular composta de vários volumes. Entra-se por um portal com as armas dos Abreus, Pereiras, Coutinhos, Limas e Logier (sobre-todo) e o muro é encimado por merlões. Do lado esquerdo encontra-se a capela da casa cuja imagem é distinta daquilo que se costuma ver no Minho e no resto do país. Podemos referir que estamos perante um edifício que se acomoda aos formalismos maneiristas e, até, indicar a obra de Sebastiano Serlio como eventual referência. Entra-se para um pátio de grandes dimensões, com fonte armoriada do lado direito e, a eixo, escadaria profusamente ornamentada dividida em dois lanços. No topo do alçado, também com merlões, pedra de armas de Abreus pleno, e arcadas que protegem a entrada nas diferentes divisões da casa, tudo almofadado, na tradição rústica da tratadística.
Acredita-se que foi em 1780 que se procedeu à reformulação completa das construções, com a unificação total das construções dispersas pela quinta, com projecto coordenado pelo engenheiro militar Manuel Pinto de Vilalobos. A capela foi reformulada e construiu-se o jardim que é de grande beleza e cujo traçado se chega a atribuir a Nicolau Nasoni.
Durante a guerra civil portuguesa de 1828-1834, que colocou o país divido entre os reis D. Miguel e D. Pedro IV, a quinta foi saqueada e incendiada pelos liberais passando, desde então, a ser conhecida como a "Casa Queimada" ou "Casas Queimadas". A família tinha, naturalmente, afinidades com a causa miguelista, tendo sido Francisco António de Abreu Pereira Coutinho (1802-1864), 7.º Morgado de Paço de Vitorino, chefe do movimento miguelista da Ribeira Lima. 
Depois de um longo período de abandono a casa conheceu uma nova fase tendo sido reabilitada em 2015, com projecto do gabinete de arquitectura Prod (Susana Correia e Paulo Carvalho), pelos actuais proprietários que adaptaram a casa a turismo rural.